# Gruppo fratello

Due esempi di cladogrammi che veicolano la stessa informazione: i taxa terminali A e B risultano gruppi fratelli, così come il clade costituito da A e B e il taxon C. Al contrario, A e C o B e C, presi da soli, non presentano un rapporto di gruppi fratelli nella relazione a tre taxa.

Il concetto di «gruppo fratello» ( in inglese sister group, sister taxon o adelphotaxon) proviene dalla cladistica. Due taxa si definiscono gruppi fratelli quando condividono un antenato esclusivo comune. Se si tratta di specie, si parla di «specie sorelle».
Secondo l'analisi filogenetica, due specie si considerano sorelle solo se ognuna di esse rappresenta il parente più prossimo dell'altra, discendendo da un antenato diretto comune.